# Distretto di Mkoani
Il distretto di Mkoani è una città e distretto della Tanzania situato nella regione di Pemba Sud. Conta una popolazione di 97 867 abitanti (censimento 2012).
Circoscrizioni:
- Chambani
- Changaweni
- Chokocho
- Chumbageni
- Jombwe
- Kangani
- Kendwa
- Kengeja
- Kisiwa Panza
- Kiwani
- Kuukuu
- Makombeni
- Makoongwe
- Mbuguani
- Mbuyuni
- Mgagadu
- Michenzani
- Minazini
- Mizingani
- Mjimbini
- Mkanyageni
- Mkungu
- Mtambile
- Mtangani
- Muambe
- Ng'ombeni
- Ngwachani
- Shamiani
- Shidi
- Stahabu
- Ukutini
- Uweleni
- Wambaa